# Chris Lyness
Chris Lyness (* 2. März 1980 in Baie-D’Urfé, Québec) ist ein ehemaliger kanadischer Eishockeyspieler. Lyness war Rechtsschütze und agierte als Verteidiger.

## Karriere
Lyness begann seine Karriere in der Saison 1997/98 bei den Rouyn-Noranda Huskies in der Québec Major Junior Hockey League. Im sich an die Spielzeit anschließenden NHL Entry Draft 1998 wurde Lyness in der neunten Runde an insgesamt 229. Stelle von den Tampa Bay Lightning ausgewählt. In der Liga spielte er weiterhin für die Cape Breton Screaming Eagles, Québec Remparts, Val d’Or Foreurs sowie Montréal Rocket, ehe er 2001 in die East Coast Hockey League zu den Florida Everblades wechselte.
Von der Ligue Nord-Américaine de Hockey kam Lyness 2005 nach Europa zum französischen Erstligisten HC Briançon, für die er zum punktbesten Verteidiger avancierte. Nach der Saison wechselte er in die italienische Serie A2 zum HC Valpellice, bevor ihn zur Spielzeit 2007/08 die Odense Bulldogs aus der AL-Bank Ligaen verpflichteten. In der Saison 2008/09 spielte Lyness für die Eispiraten Crimmitschau in der 2. Bundesliga. Nachdem sein Vertrag bei den Sachsen nicht verlängert worden war, unterschrieb er einen Vertrag beim HC Meran Junior aus der zweitklassigen italienischen Serie A2. Nach der Saison 2009/10 wurde sein Kontrakt jedoch nicht verlängert, sodass der Kanadier seine aktive Karriere beendete.

## Erfolge und Auszeichnungen
- 2001 CHL Third All-Star Team
- 2001 Memorial Cup All-Star Team
- 2001 Coupe-du-Président-Gewinn mit den Foreurs de Val-d’Or

## Karrierestatistik
(Legende zur Spielerstatistik: Sp oder GP = absolvierte Spiele; T oder G = erzielte Tore; V oder A = erzielte Assists; Pkt oder Pts = erzielte Scorerpunkte; SM oder PIM = erhaltene Strafminuten; +/− = Plus/Minus-Bilanz; PP = erzielte Überzahltore; SH = erzielte Unterzahltore; GW = erzielte Siegtore; 1 Play-downs/Relegation; Kursiv: Statistik nicht vollständig)